# Mario Osbén
Mario Ignacio Osbén Méndez (Chiguayante, 14 luglio 1950 – Concepción, 7 febbraio 2021) è stato un calciatore cileno, di ruolo portiere.

## Palmarès

### Giocatore

#### Individuale
- Calciatore cileno dell'anno: 1

1991